# Гамбург-Вільгельмсбург
Вільгельмсбург (нім. Wilhelmsburg) — частина району Гамбург-Центр вільного та ганзейського міста Гамбург. Вільгельмсбург є найбільшою частиною Гамбурга за площею; та п'ятою за чисельністю населення після Ральштеда, Більштеда, Аймсбюттеля, та Вінтерхуде. До 29 лютого 2008 року Вільгельмсбург належав до району Гамбург-Гарбург.